# Дзялоша (Нижньосілезьке воєводство)
Дзялоша (пол. Działosza) — село в Польщі, у гміні Сицув Олесницького повіту Нижньосілезького воєводства.
Населення — 514 осіб (2011).
У 1975-1998 роках село належало до Каліського воєводства.

## Демографія
Демографічна структура станом на 31 березня 2011 року:
|          | Загалом | Допрацездатний вік | Працездатний вік | Постпрацездатний вік |
| -------- | ------- | ------------------ | ---------------- | -------------------- |
| Чоловіки | 256     | 62                 | 169              | 25                   |
| Жінки    | 258     | 55                 | 149              | 54                   |
| Разом    | 514     | 117                | 318              | 79                   |